# Hosaka Nobuto
Hosaka Nobuto (保坂 展人) (sinh ngày 26 tháng 11 năm 1955) là chính khách người Nhật Bản. Hiện tại, ông đang giữ chức vụ làm quận trưởng Setagaya kể từ ngày 27 tháng 4 năm 2011.